# Мапуче
Мапуче (в превод – „хора на земята“), наричани също Араукани са индиански народ в Чили и Аржентина.
Числеността им според различни оценки е около 1,5 млн. души, от които в Чили – 1,3 млн. души и в Аржентина – 200 хиляди души.
Говорят на езика мапуче, но повечето говорят и испански език.
По голямата част от тях са католици, като през от 1990-те г. се възраждат и старите традиционни култове.

## Разпространение
В Чили мапуче живеят между реките Био Био и Рио Буено, в провинциите Био Био, Арауко, Малеко, Каутин, Валдивия, Осорно, Лянкиуе, Чилое. 
В Аржентина обитават провинциите Неукен, Буенос Айрес, Ла Пампа, Мендоса, Рио-Негро и Чубут.

## Владетели на Мапуче
Арауканите успешно се съпротивляват на инвазията на инките от Предколумбово Перу.
До XIX век. са правени опити от страна на Испанската империя и на по-късните латиноамерикански държави земята на арауканите да се превземе и колонизира, но тя остава независима територия. Титлата на вождовете им е мапу-токи (глава на народа):
- Мичималонко (ок. 1535 – 1543)
- Айявила (ок. 1545 – 1549)
- Линкоян (1549 – 1553)
- Лаутаро (1553 – 1557)
- Кауполикан (1557 – 1558)
- Колоколо (ок. 1570 – 1590)
- Пелантар (ок. 1598)
- Лентур (ок. 1630)

В средата на XIX век е направен опит за основаване на местна държава, от страна на симпатизиращ на туземците френски авантюрист:
- Орели-Антоан дьо Тунен (Аврелий - Антоний I) (крал на Араукания и Патагония) 1861 – 1878. Той е обявен за невменяем и изгонен във Франция, но има поредица от наследници претендиращи за титлата, дори и до началото на XXI век.
- 1871 - територията на мапуче е разделена между Чили и Аржентина.

## Известни личности
- Зеферино Намункура (1886 – 1905) – блажен на Римокатолическата църква.